# Omar Apollo

Firma di Omar Apollo

Omar Apollo, pseudonimo di Omar Apolonio Velasco (Hobart, 20 maggio 1997), è un cantante statunitense con cittadinanza messicana.

## Biografia
Nato da genitori messicani originari di Guadalajara, grazie a questo Apollo ha anche la cittadinanza messicana e si è affezionato maggiormente agli usi e costumi del suo paese d'origine e non del suo paese natale. Apollo è cresciuto ad Hobart in Indiana studiando balletto folkloristico messicano e cantando nel coro di una chiesa cristiana. All'età di 12 anni ha ricevuto in regalo una chitarra elettrica senza amplificatore, motivo per cui l'ha in seguito cambiata in favore di una acustica che ha imparato a suonare grazie a YouTube.
Nel 2017 ha iniziato a pubblicare musica sulla piattaforma SoundCloud. Grazie all'aiuto di un amico, ha reso disponibile su Spotify il singolo Ugotme che ha totalizzato oltre 15 milioni di stream durante il primo anno dalla pubblicazione. Il suo EP di debutto, Stereo, è uscito nel maggio 2018, a cui ha fatto seguito il suo primo tour in madrepatria. A marzo 2019 ha firmato un contratto con la AWAL, e nell'aprile successivo è stato pubblicato il secondo EP Friends, trainato dai singoli Trouble e Ashamed. Durante il resto dell'anno si è esibito al Lollapalooza e ha avviato la sua prima tournée europea, collaborando inoltre con Dominic Fike e Kenny Beats nel singolo Hit Me Up.
Ad agosto e settembre 2020 ha pubblicato i singoli Stayback e Kamikaze, che hanno anticipato il mixtape di debutto Apolonio, uscito il 16 ottobre dello stesso anno. Nello stesso periodo ha collaborato alla traccia High Hopes di Joji, inserita nell'album Nectar. A febbraio 2021 è artista ospite nel brano Te olvidaste di C. Tangana, che ha ricevuto due candidature ai Latin Grammy Awards 2022 come Registrazione dell'anno e Miglior canzone alternativa. Durante l'estate ha reso disponibile il singolo Go Away come apripista dal suo primo album, seguito da Bad Life realizzato in collaborazione con Kali Uchis.
Nel febbraio 2022 ha annunciato l'uscita dell'album intitolato Ivory e pubblicato l'8 aprile seguente. Ha debuttato nella Billboard 200 statunitense al 152º posto, divenendo il suo primo album ad entrare in classifica. A supporto di esso l'artista ha intrapreso il Desvelado Tour, con tappe in Nord America e in Messico. L'album contiene il brano Evergreen (You Didn't Deserve Me at All) che, grazie a un'esibizione ai Tiny Desk Concerts e alla piattaforma TikTok, è divenuto il suo primo piazzamento nella Billboard Hot 100.

## Influenze artistiche
Durante l'infanzia e l'adolescenza, Apollo ascoltava gli artisti preferiti dei genitori, come i Beatles, Pedro Infante, Vicente Fernández ed Estela Núñez. Altri artisti che lo hanno influenzato artisticamente sono Neil Young, Paul Simon, John Mayer, Prince, Bootsy Collins, Rick James e gli Internet. Durante un'intervista per Billboard, Apollo ha citato i dischi Perfect Angel di Minnie Riperton, l'eponimo di Whitney Houston, Nevermind dei Nirvana, My Beautiful Dark Twisted Fantasy di Kanye West e The Miseducation of Lauryn Hill di Lauryn Hill come fonte d'ispirazione per la sua carriera.

## Discografia

### Album in studio
- 2022 – Ivory
- 2024 – God Said No

### EP
- 2018 – Stereo
- 2019 – Friends

### Mixtape
- 2020 – Apolonio

### Singoli
- 2017 – Pram
- 2017 – Ugotme
- 2017 – Brakelights
- 2017 – Algo (feat. Drayco McCoy)
- 2018 – Unbothered
- 2018 – Heart
- 2018 – Erase
- 2018 – Ignorin
- 2018 – Today (feat. Teo Halm)
- 2019 – Trouble
- 2019 – Ashamed
- 2019 – Frío
- 2019 – Hit Me Up (con Dominic Fike e Kenny Beats)
- 2020 – Imagine U
- 2020 – Stayback
- 2020 – Kamikaze
- 2020 – Dos uno nueve (219)
- 2021 – Go Away
- 2021 – Bad Life (feat. Kali Uchis)
- 2022 – Archetype
- 2022 – Evergreen (You Didn't Deserve Me at All)
- 2023 – 3 Boys
- 2023 – Ice Slippin
- 2023 – Live for Me
- 2024 – Spite
- 2024 – Dispose of Me
- 2024 – Te maldigo

## Filmografia
- Queer, regia di Luca Guadagnino (2024)